# Debra White Plume
Debra White Plume (Lakota Wioweya Najin Win; geboren am 20. August 1954 in der Pine Ridge Reservation; gestorben am 10. November 2020 in Rapid City) war eine Lakota politische Aktivistin und Wasserschützerin. Sie kämpfte für den Schutz der traditionellen Lebensweise der Oglala-Lakota.

## Jugend und Ausbildung
Plume wurde als Mitglied der Oglala-Lakota in der Pine Ridge Reservation geboren und wuchs dort auf. Als Jugendliche reiste sie unter dem Indian Relocation Act of 1956, der Native Americans ermutigte, ihr traditionelles Land zu verlassen und sich in städtischen Gegenden anzupassen, nach Kalifornien. Sie besuchte dort einige Jahre lang die High School in San José, kehrte dann jedoch nach Pine Ridge zurück, wo sie die Red Cloud High School absolvierte und anschließend am Oglala Lakota College einen Bachelorabschluss in Human Services and Social Justice und einen Masterabschluss in Lakota Leadership machte.

## Aktivismus
1973 war sie eine der Ersten, die sich der Wounded Knee Occupation des American Indian Movement (AIM) anschlossen, die auf ihrem Reservat im Südwesten von South Dakota stattfand. Sie setzten sich dafür ein, dass die Regierung die aus dem 19. und frühen 20. Jahrhundert stammenden Verträge mit indigenen Stämmen respektiert. Diese Bemühungen hatten jedoch nur wenig Erfolge. Während ihre vertraglich zugesicherten Rechte immer wieder beschnitten wurden, verschlechterten sich auch die Lebensbedingungen im Reservat immer weiter, mit Arbeitslosenquoten von 85 %, einer steigenden Zahl Alkoholabhängiger und einer um 30 Jahre niedrigeren Lebenserwartung als im Umland.
Zur Erhaltung der Kultur und zum Schutz der Rechte des Lakota-Vertrags gründete Plume im Jahr 1999 die Interessenvertretung Owe Aku (Bring Back the Way), die ihre Ziele durch gewaltfreie, direkte Maßnahmen erreichen sollte. Bis zu ihrem Tod war Plume deren Geschäftsführerin. Owe Aku setzte sich außerdem gegen Alkoholsucht unter den Native Americans ein und nutzte dazu den umstrittenen Slogan „Sober Indian, Dangerous Indian“ („Nüchterner Indianer, Gefährlicher Indianer“). Aus Sicht von Plume sollte dieser Slogan die Selbstermächtigung durch traditionelle Lehren beschreiben, „mit einem manipulationsfreien Geist und klarem Denken, was einen ‘Indianer’ hervorbringt, der es wagt, für die Rechte seines oder ihres Volkes und die Rechte von Mutter Erde aufzustehen“.
Als die größte Herausforderung für Native Americans sah sie den Schutz der Wasserversorgung an. Eine besondere Bedrohung sah sie dabei im Uranabbau direkt an der Grenze des Reservats, bei dem sie befürchtete, im Abbauprozess könne das Wasser durch Radioaktivität oder Chemikalien wie Arsen kontaminiert werden.
Eine ähnliche Gefahr ging für sie von den großen Öl-Pipeline-Projekten Keystone XL und Dakota Access (DAPL) aus. Diese würden nicht nur die Grabstätten ihrer Vorfahren, sondern auch Grundwasserleiter bedrohen. Im Jahr 2011 wurde sie während eines Protests vor dem Weißen Haus gegen das Keystone-Pipeline-Projekt festgenommen. Im Jahr 2015 war sie die Hauptklägerin bei einer Klage gegen das Uranabbau-Unternehmen Cameco, um es an einer Ausweitung ihrer Geschäftstätigkeit auf die Uranmine Crow Butte zu hindern.
Im Jahr 2016 half sie beim Aufbau von Camps für Demonstrierende gegen die Dakota Access Pipeline. Sie war maßgeblich bei der Organisation von Protesten und gewaltfreien Aktionen beteiligt, sowohl gegen Keystone XL als auch gegen den Bau der Dakota Access Pipeline. Während ihres Aufenthalts bei Standing Rock erklärte sie, sie sei eine Lakota, eine Frau, und Wasser sei die Domäne der Frauen in ihrer Nation. Daher sei es das Privileg und die Verpflichtung der Frauen, Wasser zu schützen. Sie sagte, sollte sie jemand mit einem Label versehen wollen, wäre dies am ehesten „Wasserschützerin“.

## Familie
Im Jahr 1988 heiratete sie Alex White Plume. Sie hatten neun Kinder. Am 10. November 2020 starb Debra White Plume in Rapid City an Krebs.